# Метлакатла (гидроаэропорт)
Гидроаэропорт Метлакатла (англ. Metlakatla Seaplane Base), (ИАТА: MTM, ИКАО: PAMM, FAA LID: MTM) — государственный гражданский гидроаэропорт, расположенный в населённом пункте Метлакатла (Аляска), США.

## Операционная деятельность
Гидроаэропорт Метлакатла расположен на высоте уровня моря и эксплуатирует две взаимно-перпендикулярные взлётно-посадочные полосы, предназначенные для приёма гидросамолётов:
- E/W размерами 1524 x 1524 метров;
- N/S размерами 1524 x 1524 метров.

За период с 31 декабря 2006 года по 31 декабря 2007 года Гидроаэропорт Метлакатла обработал 325 операций взлётов и посадок самолётов (в среднем 27 операций ежемесячно), из них 77 % пришлось на рейсы аэротакси и 23 % — на авиацию общего назначения.: